# Visita do Papa João Paulo II a Porto Alegre

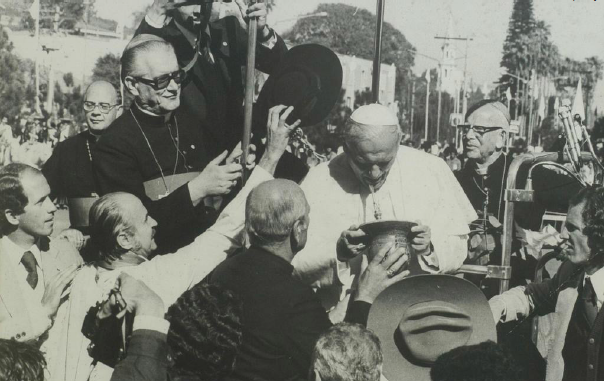
Papa João Paulo II tomando chimarrão em Porto Alegre

A visita do Papa João Paulo II a Porto Alegre foi uma visita papal realizada em 4 e 5 de julho de 1980. Na ocasião, o papa celebrou uma missa na Rótula do Papa, nomeada assim para homenageá-lo; experimentou chimarrão oferecido por Paixão Côrtes; e recebeu o título de cidadão porto-alegrense.

## Antecedentes
O papa João Paulo II visitou o Brasil quatro vezes, sendo o primeiro papa a visitar o Brasil. Na sua primeira visita, foi recebido por João Batista Figueiredo no dia de sua chegada: 30 de junho de 1980. O papa percorreu treze cidades em apenas doze dias, numa distância total de 30 000 quilômetros. Durante os 12 dias da visita, além de Porto Alegre, João Paulo II percorreu as cidades de Brasília, Belo Horizonte, Rio de Janeiro, São Paulo, Aparecida, Curitiba, Salvador, Recife, Belém, Teresina e Fortaleza, finalizando a viagem em Manaus, no dia 11 de julho de 1980. Esta foi a primeira e única vez que Porto Alegre recebeu a visita de um papa.

## Primeiro dia
O papa foi recebido no Aeroporto Internacional de Porto Alegre, sendo acompanhado até a Praça da Matriz, onde fez seu primeiro pronunciamento, para cerca de 50 mil pessoas. Naquela noite, estava uma temperatura próxima dos 10 °C. Mesmo assim, o papa comentou "Me diziam que o clima aqui é frio. Eu sinto o contrário, um grande calor".
O Papa participou de um encontro fechado com as autoridades políticas, recebendo o título de cidadão porto-alegrense do prefeito Guilherme Villela. Com seu reconhecido humor, ao receber o título perguntou: "Isso significa que vou ter de pagar impostos?". Além disso, o papa participou de um encontro ecumênico com igrejas cristãs e representantes da comunidade judaica. Por fim, o papa se retirou para a Cúria Metropolitana de Porto Alegre, onde estava hospedado.

## Segundo dia

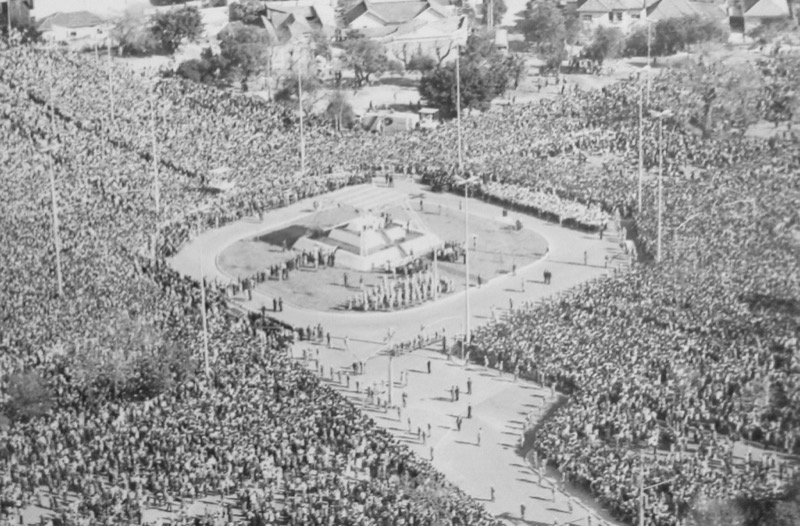
Missa na Rótula do Papa

O segundo e último dia da visita foi o mais aguardado pelos gaúchos. O dia iniciou com uma missa na rótula entre a Avenida Érico Veríssimo e a Rua José de Alencar, para um público de  cerca de 300 mil pessoas. A rótula foi então nomeada, devido à ocasião, de Rótula do Papa.
Após a missa, os fiéis acompanharam o papa da rótula até o Gigantinho em seu Papamóvel, de onde acenava incessantemente para o público.
No Gigantinho, o papa foi recebido por gaúchos tradicionalistas. Paixão Côrtes ofereceu chimarrão e um chapéu gaúcho preto para o papa, que os aceitou amigavelmente. Além disso, o papa recebeu a visita de 18 mulheres do movimento Mães da Praça de Maio. Às 15h, partiu para o aeroporto para despedir-se, totalizando cerca de 22 horas na sua visita à cidade.

## Repercussões
Em 2020, a Arquidiocese de Porto Alegre produziu um minidocumentário sobre a visita do papa, publicando-o no dia 4 de julho de 2020 às 17:35, o mesmo horário em que o papa desembarcou na cidade.